# تیم فوتسال زنان رایزکو صفادشت
تیم فوتسال رایزکو صفادشت یک تیم ایرانی فوتسال است که در حال حاضر در لیگ برتر فوتسال زنان ایران حضور دارد؛ این تیم توانست در فصل ۱۳۹۸ از لیگ دسته اول فوتسال زنان ایران جواز صعود به لیگ برتر را به دست آورد.
آن‌ها اما به دلیل مشکلات مالی در نامه‌ای به سازمان لیگ فوتسال، درخواست حفظ سهمیه برای سال آینده را داشتند و در رقابت‌های لیگ برتر فوتسال زنان ایران ۱۳۹۹ شرکت نکردند.
پس از یکسال وقفه و با حمایت مدیران شهری و جذب اسپانسر خصوصی، این تیم مهیای حضور در رقابت‌های لیگ برتر فوتسال زنان ایران ۱۴۰۰ شد.
تیم فوتسال زنان فرهان ملارد در آغاز مسابقات سوپرلیگ فوتسال زنان ایران ۱۴۰۱ با حمایت هولدینگ رایزکو به «رایزکو صفادشت» تغییر نام داد.

## عملکرد کلی

عکس تیمی پس از صعود به لیگ برتر

در جدول زیر، عملکرد تیم فوتسال زنان در مسابقات مختلف مشاهده می‌شود.
| فصل  | لیگ                        | جایگاه            | توضیحات                     |
| ---- | -------------------------- | ----------------- | --------------------------- |
| ۱۳۹۶ | دسته سوم فوتسال زنان ایران | قهرمان            | صعود به لیگ دو              |
| ۱۳۹۷ | دسته دوم فوتسال زنان ایران | قهرمان            | صعود به لیگ یک              |
| ۱۳۹۸ | دسته اول فوتسال زنان ایران | قهرمان            | صعود به لیگ برتر            |
| ۱۳۹۹ | لیگ برتر فوتسال زنان ایران | عدم شرکت          |                             |
| ۱۴۰۰ | لیگ برتر فوتسال زنان ایران | در جمع ۸ تیم برتر | حذف در مرحله یک چهارم نهایی |
| ۱۴۰۱ | سوپرلیگ فوتسال زنان ایران  |                   |                             |
| ۱۴۰۲ | لیگ برتر فوتسال زنان ایران |                   |                             |
| ۱۴۰۳ | لیگ برتر فوتسال زنان ایران |                   |                             |

## کادرفنی
| کادر فنی تیم فوتسال زنان رایزکو صفادشت | کادر فنی تیم فوتسال زنان رایزکو صفادشت |
| سمت                                    | نام                                    |
| -------------------------------------- | -------------------------------------- |
| سرمربی                                 | فاطمه ملکی                             |
| مربی                                   | پریسا باقری                            |
| مدیر فنی                               | -                                      |
| مربی بدنساز                            | -                                      |
| مربی دروازه‌بان‌ها                       | -                                      |
| سرپرست                                 | فرشته بابایی                           |